# Quirino, Isabela
Quirino là một đô thị hạng 4 ở tỉnh Isabela, Philippines. Theo điều tra dân số năm 2007, đô thị này có dân số 21.192 người trong 4.178 hộ.

## Các đơn vị hành chính
Quirino được chia ra 21 barangay.
| - Binarzang - Cabaruan - Camaal - Dolores - Luna - Manaoag - Rizal - San Isidro - San Jose - San Juan - San Mateo | - San Vicente - Santa Catalina - Santa Lucia - Santiago - Santo Domingo - Sinait - Suerte - Villa Bulusan - Villa Miguel (Ugak) - Vintar |